# Graphisternum pallidus
Graphisternum pallidus är en mångfotingart som beskrevs av Karl Wilhelm Verhoeff 1941. Graphisternum pallidus ingår i släktet Graphisternum och familjen orangeridubbelfotingar. Inga underarter finns listade i Catalogue of Life.